# Dukay Tairuwepiy
Dukay Tairuwepiy (ur. 23 lipca 1993) – mikronezyjski zapaśnik walczący w obu stylach. Mistrz igrzysk mikronezyjskich w 2014, a drugi w 2010 i 2018. Srebrny medalista mistrzostw Oceanii w 2015 roku.